# Stortjärnen (Lycksele socken, Lappland, 717922-163138)
Stortjärnen är en sjö i Lycksele kommun i Lappland och ingår i Umeälvens huvudavrinningsområde. Sjön har en area på 0,0557 kvadratkilometer och ligger 243,5 meter över havet.

## Delavrinningsområde
Stortjärnen ingår i det delavrinningsområde (718044-162928) som SMHI kallar för Inloppet i Hörningssjön. Medelhöjden är 295 meter över havet och ytan är 17,07 kvadratkilometer. Det finns inga avrinningsområden uppströms utan avrinningsområdet är högsta punkten. Vattendraget som avvattnar avrinningsområdet har biflödesordning 3, vilket innebär att vattnet flödar genom totalt 3 vattendrag innan det når havet efter 161 kilometer. Avrinningsområdet består mestadels av skog (96 procent). Avrinningsområdet har 0,2 kvadratkilometer vattenytor vilket ger det en sjöprocent på 1,2 procent.